# Capitán América: el primer vengador (banda sonora)
Captain America: The First Avenger — Original Motion Picture Soundtrack es la banda sonora de la película homónima de 2011 dirigida por Joe Johnston. Alan Silvestri compuso la música, y Art Studios la grabó. Buena Vista Records anunció los detalles de la banda sonora en junio de 2011 y la lanzó el 19 de julio en los Estados Unidos. El tema de Silvestri para el Capitán América fue el primero en aparecer en otras películas en el universo cinematográfico de Marvel: regresa en The Avengers, Thor: The Dark World, Captain America: The Winter Soldier y Avengers: Age of Ultron.

## Producción
En junio de 2011, Buena Vista Records anunció los detalles del lanzamiento de la banda sonora de Capitán América: el primer vengador. El álbum incluye la partitura original de Alan Silvestri, así como la canción original «Star Spangled Man» con música de Alan Menken y letra de David Zippel. La grabación se llevó a cabo en Air Studios en Londres, y la banda sonora fue lanzada el 19 de julio de 2011.

## Lista de canciones
Toda la música compuesta por Alan Silvestri, excepto cuando se indique lo contrario. 
| N.º   | Título                        | Letras       | Música      | Duración |  |
| 1.    | «Captain America Main Titles» |              |             | 0:56     |  |
| 2.    | «Frozen Wasteland»            |              |             | 1:53     |  |
| 3.    | «Schmidt's Treasure»          |              |             | 3:01     |  |
| 4.    | «Farewell to Bucky»           |              |             | 2:50     |  |
| 5.    | «Hydra Lab»                   |              |             | 1:54     |  |
| 6.    | «Training the Supersoldier»   |              |             | 1:08     |  |
| 7.    | «Schmidt's Story»             |              |             | 1:59     |  |
| 8.    | «VitaRays»                    |              |             | 4:25     |  |
| 9.    | «Captain America ‘We Did It’» |              |             | 1:59     |  |
| 10.   | «Kruger Chase»                |              |             | 2:55     |  |
| 11.   | «Hostage on the Pier»         |              |             | 2:46     |  |
| 12.   | «General's Resign»            |              |             | 2:18     |  |
| 13.   | «Unauthorized Night Flight»   |              |             | 3:13     |  |
| 14.   | «Troop Liberation»            |              |             | 5:06     |  |
| 15.   | «Factory Inferno»             |              |             | 5:06     |  |
| 16.   | «Triumphant Return»           |              |             | 2:16     |  |
| 17.   | «Howling Commando's Montage»  |              |             | 2:16     |  |
| 18.   | «Hydra Train»                 |              |             | 3:27     |  |
| 19.   | «‘Rain Fire Upon Them’»       |              |             | 1:39     |  |
| 20.   | «Motorcycle Mayhem»           |              |             | 3:05     |  |
| 21.   | «Invasion»                    |              |             | 5:09     |  |
| 22.   | «Fight on the Flight Deck»    |              |             | 3:30     |  |
| 23.   | «‘This Is My Choice’»         |              |             | 3:26     |  |
| 24.   | «Passage of Time»             |              |             | 1:35     |  |
| 25.   | «Captain America»             |              |             | 1:08     |  |
| 26.   | «Star Spangled Man»           | David Zippel | Alan Menken | 2:53     |  |
| 27.   | «Captain America March»       |              |             | 2:36     |  |
| 71:53 |                               |              |             |          |  |

También se puede escuchar «Make Way for Tomorrow Today», por Richard M. Sherman, de Iron Man 2.

## Recepción
La banda sonora recibió reseñas positivas de la crítica. James Christopher Monger de AllMusic opinó, «Rimbombante, melodramática, y sumida en el cine de aventura de gran presupuesto de fines de los '70s y principios de los '80s, el Capitán está bien servido aquí, incluso si todo se siente un poco pasado de moda por momentos [...] Dicho eso, es muy agradable escuchar una orquesta bien conducida, a diferencia de una sala llena de computadoras y teclados caros, produciendo una enorme banda sonora de acción tradicional, y pocos lo hacen tan bien como [Alan] Silvestri.»
Christian Clemmensen, de Filmtracks, también dio una opinión positiva, afirmando que la banda sonora es «emocionante y entretenida si buscas los sólidos métodos de acción de Silvestri de antaño para una media hora de ambiente sinfónico explosivo», aunque advirtió que «no esperen amarla».
James Southall, de Movie Wave, comentó, «Capitán América sugiere que fue una conclusión muy prematura a la que llegar; y para aquellos de nosotros arrancándolos los pelos desesperados ante el enfoque ridículamente tonto a musicalizar estas películas desde Iron Man, deberíamos poder alejarnos de necesitar implantes de cabello por un poco más: esta es precisamente la partitura sinfónica a la antigua con un gran tema que hemos estado esperando.»
Jonathan Broxton de Movie Music UK afirmó, «Capitán América es una de las bandas sonoras más agradables del verano por una razón: es divertida. No es nada pretenciosa, no tiene cosas escondidas, ni significados más profundos. Como la película a la que acompaña, lleva su corazón en la mano y tiene una intención simple: emocionarte, entretenerte, y que te vayas sonriendo. A veces solo necesitas una música como esa, llena de placeres básicos, y esta obra de Silvestri acierta en esa marca con aplomo.»